# 安达曼血桐
安达曼血桐（学名：Macaranga andamanica）为大戟科血桐属下的一个种。

## 扩展阅读
- 維基物種上的相關：安达曼血桐